# ورزش‌های الکترونیک

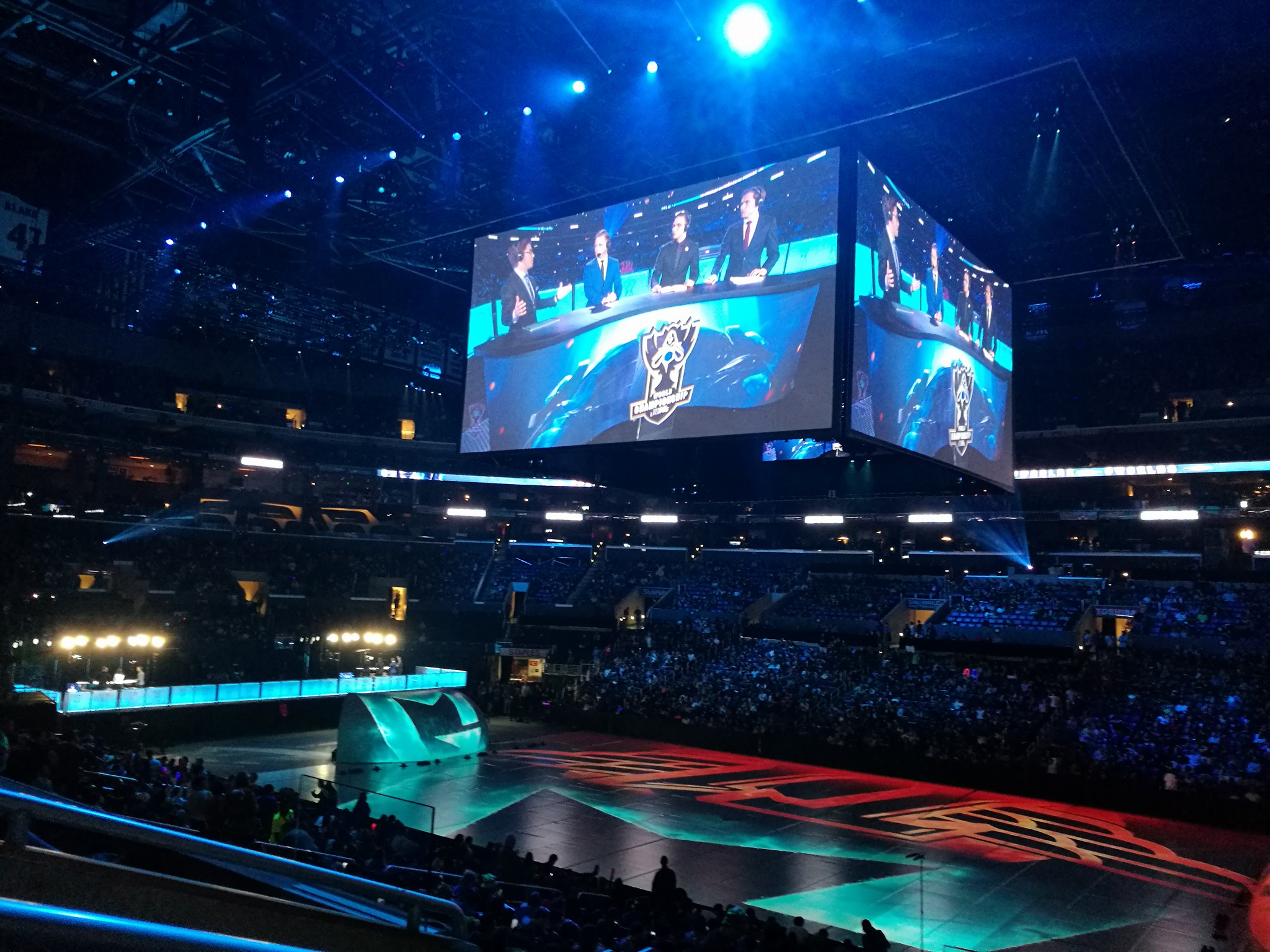
مسابقه لیگ افسانه‌ها

ورزش الکترونیک (که با نام‌های انگلیسی: esports, electronic sports هم شناخته می‌شود) به مسابقات ورزشی‌ای گفته می‌شود که با استفاده از بازی‌های ویدئویی برگزار می‌شوند. ورزش‌های الکترونیک ممکن است یک بازی ویدئویی چندنفره باشند که میان دو تیم انجام شود یا به شکل انفرادی بین گیمرهای حرفه‌ای برگزار شود. متداول‌ترین ژانرهای ورزش الکترونیک میدان جنگ چند نفره آنلاین، تیراندازی اول شخص، مبارزه‌ای، بتل رویال و استراتژی هم‌زمان هستند.

## طبقه‌بندی به‌عنوان نوعی ورزش
دسته‌بندی بازی‌های ویدئویی رقابتی به‌عنوان ورزش موضوعی بحث‌برانگیز است. طرفداران مدعی هستند که ورزش‌های الکترونیکی یک «ورزش غیرسنتی» با رشد سریع است که نیاز به «برنامه‌ریزی دقیق، محاسبه زمان و اجرای ماهرانه» دارد. برخی دیگر معتقدند که ورزش شامل آمادگی جسمانی و تمرینات است و ترجیح می‌دهند ورزش‌های الکترونیکی را به‌عنوان ورزش ذهنی طبقه‌بندی کنند.
رئیس سابق ESPN جان اسکیپر در سال ۱۳۹۳، مسابقات الکترونیکی را رقابتی نامید و نه «یک نوع ورزش». در سال ۱۳۹۲ در برنامه ""ورزش واقعی با برینت گامبل""، یکی از حاضران به‌طور علنی به این موضوع خندید. علاوه بر این، بسیاری در جامعه علاقه‌مندان به مبارزات الکترونیکی تمایز بین مسابقات بازی‌های رایانه‌ای خود و مسابقات الکترونیکی تجاری‌محورتر در ژانرهای دیگر قائل می‌شوند.
بازی‌های المپیک نیز به‌عنوان راهی بالقوه برای قانونی کردن ورزش‌های الکترونیکی مطرح می‌شوند. در اجلاس برگزارشده توسط کمیته بین‌المللی المپیک (IOC) در مهر-آبان سال ۱۳۹۶، محبوبیت روزافزون ورزش‌های الکترونیکی به رسمیت شناخته شد. در سند نهایی آمده بود که «ورزش‌های الکترونیکی رقابتی می‌توانند به‌عنوان یک ورزش در نظر گرفته شوند و بازیکنان شرکت‌کننده با شدت زمانی که می‌تواند با شدت آمادگی ورزشکاران در ورزش‌های سنتی مقایسه شود، آماده‌سازی و تمرین می‌کنند»، اما هر بازی که در المپیک‌ها استفاده می‌شود باید با «قوانین و مقررات جنبش المپیک» سازگار باشد.
در ژوئن ۲۰۲۴، هیئت اجرایی IOC اعلام کرد که پیشنهادی برای تأسیس بازی‌های المپیک ورزش‌های الکترونیکی در طول جلسه ۱۴۲ام IOC که پیش از بازی‌های المپیک تابستانی ۱۴۰۲ در پاریس برگزار شد، ارائه شده است. اولین رویداد قرار بود در سال ۱۴۰۴ در عربستان سعودی با همکاری جدید با کمیته ملی المپیک آنها برگزار شود. این پیشنهاد نهایتاً با رأی‌گیری به اتفاق آراء در ۲ مرداد ۱۴۰۳ تأیید شد.

## تورنمنت‌ها و جوایز
ورزش‌های الکترونیکی اغلب به صورت تورنمنت برگزار می‌شوند، جایی که بازیکنان و تیم‌های بالقوه برای جایگاه در مسابقات مقدماتی پیش از ورود به تورنمنت رقابت می‌کنند. از آنجا، قالب‌های تورنمنت می‌تواند متفاوت باشد، از حذف تک نفره یا دو نفره، که گاهی با مرحله گروهی ترکیب می‌شود. تورنمنت‌های ورزش‌های الکترونیکی تقریباً همیشه به صورت رویدادهای فیزیکی برگزار می‌شوند که مقابل مخاطبان زنده صورت می‌گیرد، و داوران یا مسئولان بر تقلب نظارت دارند. تورنمنت می‌تواند بخشی از یک گردهمایی بزرگتر مانند Dreamhack باشد، یا مسابقه می‌تواند تمام رویداد باشد، مانند World Cyber GamesWorld Cyber Games  یا Fortnite World Cup. مسابقات ورزش‌های الکترونیکی همچنین ویژگی محبوبی از کنوانسیون‌های بازی و ژانرهای متعدد شده است. 
از زمان لیگ حرفه‌ای سایبراتل در سال ۱۳۷۶، تورنمنت‌ها بسیار بزرگتر شده‌اند و حمایت‌های مالی شرکت‌ها رایج‌تر شده است. افزایش تماشاگران به صورت حضوری و آنلاین، ورزش‌های الکترونیکی را به مخاطبان وسیع‌تری معرفی کرده است. بزرگترین تورنمنت‌ها شامل World Cyber Games  ، لیگ Major League Gaming آمریکای شمالی، جام جهانی ورزش‌های الکترونیکی فرانسه و بازی‌های ورزشی جهانی در هنگژو، چین می‌شود.  
ورزش‌های الکترونیکی یک صنعت با جوایز چندمیلیون دلاری است. برای بازی‌های مطرح، مجموع جوایز می‌تواند سالانه میلیون‌ها دلار آمریکا باشد. میانگین جبران خسارت بازیکنان حرفه‌ای ورزش‌های الکترونیکی قابل مقایسه با جبران خسارت سازمان‌های ورزشی کلاسیک جهانی نیست. بر اساس سایت Julian Krinsky Camps & Programs، هترین بازیکن ورزش‌های الکترونیکی جهان در سال ۱۳۹۶ حدود ۲.۵ میلیون دلار درآمد داشت. بالاترین حقوق کل هر بازیکن حرفه‌ای ورزش‌های الکترونیکی در آن زمان حدود ۳.۶ میلیون دلار بود. در ایالات متحده، جوایز مسابقات ورزش‌های الکترونیکی می‌تواند به ۲۰۰٬۰۰۰ دلار برای یک پیروزی برسد. Dota 2 International مسابقه‌ای برگزار کرد که تیم برنده جایزه اصلی تقریباً ۱۰.۹ میلیون دلار به خانه برد.

## ورزش‌های الکترونیک در ایران
- در ۲۶ آذر ۱۴۰۲ (۱۷ دسامبر ۲۰۲۳) «حسن پاجانی» در فینال مسابقات جهانی ‎Efootball2024‎ در ریاض به مدال نقره دست یافت؛ این گیمر پیش‌تر سه طلای جهانی در کارنامه داشت.[۲۷]

- در ۲۵ آذر ۱۴۰۳ (۱۶ دسامبر ۲۰۲۴) انجمن ورزش‌های الکترونیک ایران بر پایهٔ گزارش رسمی IESF برای دومین سال پیاپی در میان ده فدراسیون برتر جهان (از ۱۴۴ کشور عضو) قرار گرفت.[۲۸]

- در ۱۳ بهمن ۱۴۰۳ (۲ فوریهٔ ۲۰۲۵) مسابقات انتخابی تیم ملی در رشته‌های «فیجیتال» با حضور ۹ استان به میزبانی کرج برگزار شد؛ برگزیدگان به جام جهانی فیجیتال ۲۰۲۵ در دبی اعزام خواهند شد.[۲۹]

این رویدادها نشان می‌دهد که ورزش الکترونیک در ایران از سطح انجمن‌های آنلاین به ساختار رسمی با زیرساخت استانی و جایگاه جهانی ارتقا یافته‌است.